# Isan (langue)
Cette page contient des caractères spéciaux ou non latins. S’ils s’affichent mal (▯, ?, etc.), consultez la page d’aide Unicode.
Pour la région éponyme de Thaïlande, voir Isan.
L’isan, appelé aussi thaï isan ou thaï du Nord-Est, est une langue du groupe taï, de la branche dite kam-taï de la famille des langues taï-kadaï. Elle est parlée au nord-est de la Thaïlande, dans la région de l'Isan, qui lui a donné son nom.
D'un point de vue linguistique, l'isan est directement apparenté au lao, avec lequel il forme un sous-groupe des langues taï, dit lao-phutai. Les deux langues sont mutuellement intelligibles et forment un continuum linguistique de part et d'autre de la frontière entre la Thaïlande et le Laos.
Le thaï proprement dit, langue officielle de la Thaïlande sous le nom de « thaïlandais », appartient à un autre sous-groupe des langues taï appelé chiang saeng (du nom d'une localité située dans le Triangle d'or dans le nord de la Thaïlande). Il n'est pas directement intelligible avec l'isan mais en influence l'évolution. Par opposition, le lao a plutôt été influencé par le français et le vietnamien.
En termes de typologie sociolinguistique, l'isan et le thaï sont donc des langues par distance (Abstand) tandis que l'isan et le lao sont plutôt des langues par élaboration (Ausbau).